# Synorthus rectifrons
Synorthus rectifrons is een keversoort uit de familie pilkevers (Byrrhidae). De wetenschappelijke naam van de soort is voor het eerst geldig gepubliceerd in 1914 door Broun.